# Крецуљаска (Илфов)
Крецуљаска (рум. Crețuleasca) насеље је у Румунији у округу Илфов у општини Штефанештиј Де Жос. Oпштина се налази на надморској висини од 85 m.

## Становништво
Према подацима из 2002. године у насељу је живело 422 становника.

### Попис2002.
| Расподела становништва по националности 2002.‍ | Расподела становништва по националности 2002.‍ | Расподела становништва по националности 2002.‍ | Расподела становништва по националности 2002.‍ | Расподела становништва по националности 2002.‍ |
| --------------------------------------------- | --------------------------------------------- | --------------------------------------------- | --------------------------------------------- | --------------------------------------------- |
|                                               |                                               |                                               |                                               |                                               |
| Румуни                                        | Румуни                                        |                                               | 397                                           | 94,3%                                         |
| Роми                                          | Роми                                          |                                               | 24                                            | 5,7%                                          |